# Seznam budov na Malém náměstí

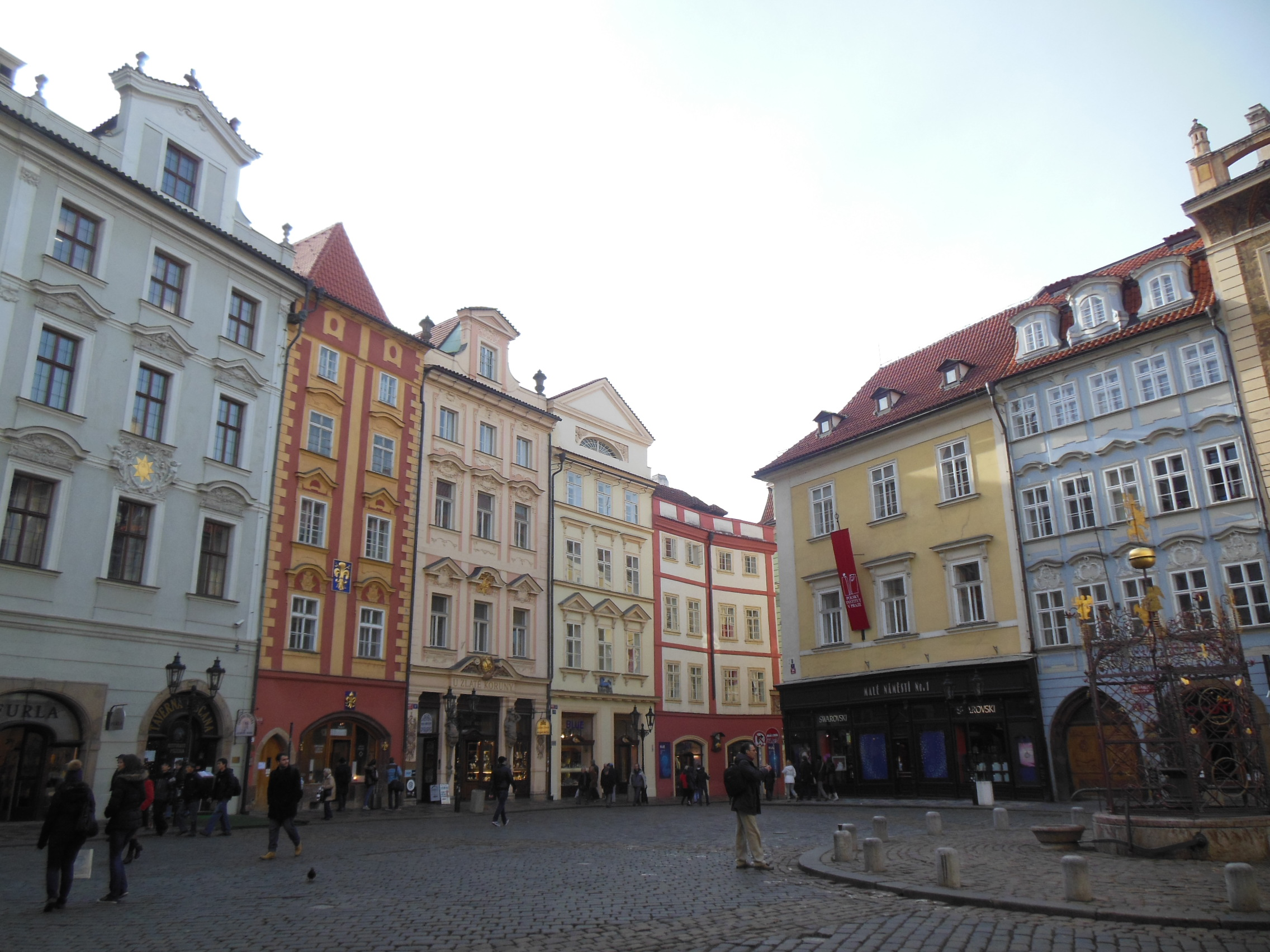
Malé náměstí v Praze

Na Malém náměstí v pražském Starém městě se v současnosti nachází 14 historických budov z různých období. Toto je jejich seznam.

## Umístění budov
Pro snazší popis lokace budov je v tomto seznamu náměstí rozděleno do tří křídel, západního, východního a jižního. Domy jsou seřazeny v tomto pořadí po směru hodinových ručiček.

## Seznam
| Křídlo   | Budova                | Další jména                 | Obrázek | Číslo popisné |
| -------- | --------------------- | --------------------------- | ------- | ------------- |
| západní  | dům V Ráji            | U Anděla                    |         | 144           |
| západní  | dům U Bílého lva      |                             |         | 143           |
| západní  | Rottův dům            |                             | 142     |               |
| západní  | dům U Černého beránka |                             | 138     |               |
| východní | dům U Tří Kominíčků   | U Sloupu                    |         | 9             |
| východní | dům U Žluté sochy     | U Modrého sloupu, U Hřebenu |         | 8             |
| východní | dům U Tří lip         |                             |         | 7             |
| východní | dům U Tří mečů        | U Koníčka                   |         | 6             |
| východní | dům U Zlaté dvojky    | U Koníčka                   |         | 5             |
| východní | dům U Zlatého rohu    |                             |         | 4             |
| jižní    | dům U Modrého jelena  | Richtrův dům                |         | 459           |
| jižní    | dům U Zlaté lilie     |                             |         | 458           |
| jižní    | dům U Zlatého orla    | U Koruny                    | 457     |               |
| jižní    | dům U Černého koníčka |                             |         | 456           |